# From the Ground Up: Edge's Picks
From the Ground Up: Edge's Picks é um álbum ao vivo da banda de rock irlandesa U2. Foi lançado em 17 de dezembro de 2012, como um anexo ao lançamento do livro intitulado de From the Ground Up, em 27 de novembro de 2012, na edição no idioma inglês. A edição alemã do livro esteve à venda desde 20 de setembro de 2012, sob o título "U2: 360° - Um die Welt in 760 Tagen", que significa "U2: 360º - A Volta ao Mundo em 760 Dias". Foram lançados fotos ao longo da turnê U2 360° Tour, contendo 15 faixas escolhidas pelo guitarrista da banda, The Edge. O álbum é voltado exclusivamente para fãs e assinantes do site oficial da banda, U2.com.

## Embalagem

Capa do livro "U2: 360º - A Volta ao Mundo em 760 Dias", lançado juntamente com álbum ao vivo, durante a U2 360° Tour.

O editor da revista GQ do Reino Unido, Dylan Jones, tinha confirmado ao @U2 que estaria escrevendo o texto para acompanhar um grande livro com fotografias de registros da turnê U2 360º Tour. As fotografias são do fotógrafo Ralph Larmann, que capturou muitas das imagens contidas no "tourbook" da U2 360°. Jones contou ao @U2 que o livro tem entrevistas com U2, Paul McGuinness, Willie Williams, o arquiteto Mark Fisher (falecido em 25 de junho de 2013) e outros, e que seu entendimento é que haverá várias edições do livro, com uma edição especial para assinantes do site oficial da banda.
Em março de 2013, no artigo do site da banda disponibilizou excertos de uma entrevista feita em Montreal, Canadá, com Bono e Adam Clayton, as quais, além de dizer que eles consideraram os shows da América do Sul como os melhores da turnê. Também comenta como será o futuro da turnê, no qual já estava planejando muito antes do fim da 360º. 
| “ | "Quando você vai em lugares como a América do Sul, onde você tem um show grande como o nosso, a cada dois anos, mais ou menos, eles vêem show como um evento cultural. Na América do Sul, quando você entra no palco, é como uma explosão. | ” |

## Lista de faixas
| N.º            | Título                                                                                                   | Gravado em:                                                                | Duração |  |
| 1.             | "Breathe"                                                                                                | Estádio San Siro, Milão, Itália, em 8 de julho de 2009                     | 5:34    |  |
| 2.             | "I Will Follow"                                                                                          | Estádio Rei Baudouin, Bruxelas, Bélgica, em 22 de setembro de 2010         | 3:55    |  |
| 3.             | "Get on Your Boots"                                                                                      | Gillette Stadium, Foxborough, Estados Unidos, em 20 de setembro de 2009    | 4:07    |  |
| 4.             | "New Year's Day"                                                                                         | Croke Park, Dublin, Irlanda, em 27 de julho de 2009                        | 4:48    |  |
| 5.             | "Electrical Storm"                                                                                       | Estádio San Siro, Milão, Itália, em 8 de julho de 2009                     |         |  |
| 6.             | "Stuck in a Moment You Can't Get Out Of"                                                                 | Estádio Azteca, Cidade de México, México, em 11 de maio de 2011            | 4:48    |  |
| 7.             | "Your Blue Room" (com participação de Sinéad O'Connor, astronauta Frank De Winne e companheiros da NASA) | Giants Stadium, East Rutherford, Estados Unidos, em 23 de setembro de 2009 | 4:19    |  |
| 8.             | "Vertigo"                                                                                                | Subiaco Oval, Perth, Austrália, 18 de dezembro de 2010                     | 4:08    |  |
| 9.             | "I'll Go Crazy If I Don't Go Crazy Tonight"                                                              | Stade de France, Paris, França, em 11 de julho de 2009                     | 6:30    |  |
| 10.            | "Sunday Bloody Sunday"                                                                                   | Vanderbilt Stadium, Nashville, Estados Unidos, em 2 de julho de 2011       | 4:11    |  |
| 11.            | "Scarlet"                                                                                                | Vanderbilt Stadium, Nashville, Estados Unidos, em 2 de julho de 2011       | 2:30    |  |
| 12.            | "In a Little While" (com participação de Frank De Winne)                                                 | Estádio do Morumbi, São Paulo, Brasil, em 9 de abril de 2011               | 3:35    |  |
| 13.            | "Miss Sarajevo"                                                                                          | Estadio Unico de La Plata, Buenos Aires, Argentina, em 30 de março de 2011 | 4:11    |  |
| 14.            | "Hold Me, Thrill Me, Kiss Me, Kill Me"                                                                   | Estádio Nacional de Chile, Santiago, Chile, em 25 de março de 2011         | 5:18    |  |
| 15.            | "40" | Magnetic Hill Concert Site, Moncton, Canadá, em 30 de julho de 2011        | 4:54    |  |
| Duração total: | Duração total:                                                                                           | Duração total:                                                             | 67:37   |  |

| Faixas bônus (download digital) |                               |                                                                            |         |  |
| N.º                             | Título                        | Gravado em:                                                                | Duração |  |
| 16.                             | "No Line on the Horizon"      | Don Valley Stadium, Sheffield, Inglaterra, em 20 de agosto de 2009         | 4:25    |  |
| 17.                             | "Spanish Eyes"                | Estádio Anoeta, Donostia-San Sebastián, Espanha, em 26 de setembro de 2010 | 2:51    |  |
| 18.                             | "Desire"                      | Subiaco Oval, Perth, Austrália, em 19 de dezembro de 2010                  | 2:51    |  |
| 19.                             | "Pride (In the Name of Love)" | Veltins-Arena, Gelsenkirchen, Alemanha, em 3 de agosto de 2009             | 3:48    |  |
| 20.                             | "Angel of Harlem"             | Stade de France, Paris, França, em 12 de julho de 2009                     | 5:21    |  |
| Duração total:                  | Duração total:                | Duração total:                                                             | 87:03   |  |